# Voo United Arab Airlines 869 (1963)
O voo United Arab Airlines 869 era uma linha aérea internacional operada pela empresa United Arab Airlines. No início dos anos 1960, essa rota ligava as cidades de Hong Kong e ou Tóquio e Cairo, através de escalas em Banguecoque, Bombaim e Manama. Essa rota ficaria marcada pela incidência de dois acidente ocorridos no intervalo de um ano:
- O primeiro deles ocorreu em 19 de julho de 1962, quando o de Havilland DH-106 Comet 4C prefixo SU-AMW bateu em uma montanha na região do Parque nacional de Khao Yai, Tailândia, matando todos os seus 26 ocupantes. [1]

- O segundo foi a queda de outro Comet, prefixo SU-ALD, ocorrida no dia 26 de julho de 1963. Após decolar do aeroporto de Bombaim, a aeronave mergulharia no mar causando a morte dos 63 ocupantes da aeronave.[2][3]

## Aeronave
O de Havilland Comet foi o primeiro avião a jato comercial da história. Desenvolvido após o final da Segunda Guerra Mundial, realizou seu primeiro voo em 27 de julho de 1949. Três anos depois o Comet I seria introduzido nas rotas da BOAC, primeira empresa a adquirir a aeronave. Por conta do seu pioneirismo, o Comet faria sucesso rapidamente, sendo adquirido por diversas companhias aéreas do mundo. Mas seu prestígio seria seriamente abalado em 1954 após os acidentes com os voos 781 da BOAC e 201 da South African Airways.   As investigações desses acidentes apontariam falhas estruturais no projeto do Comet, que seria condenado pela opinião pública e por parte do setor aéreo. Após as correções das falhas de projeto, ainda seriam lançados os Comet II, III e IV, tendo sido construídas apenas 112 aeronaves.
Fundada em 1932, a companhia egípcia Misr Airwork (Misrair) vivia uma fase de expansão dos serviços. Após a fundação da República Árabe Unida (fusão entre Egito e Síria), a Misrair seria rebatizada United Arab Airlines (UAA). Em 1960, a UAA iria adquirir seus 2 primeiros Comet IV, de um total de 7 aeronaves operadas. Com a entrada na era a jato , a UAA ganharia mercado realizando voos intercontinentais entre a Ásia e a Europa, passando pelo Egito. O Comet seria aposentado no início dos anos 1970, quando a UAA (rebatizada Egyptair) iria adquirir seus primeiros Boeing 707. A aeronave acidentada foi fabricada em 1960, tendo recebido o número de série 6441. Ao chegar ao Egito, foi registrada como SU-ALD.

## Acidente
O voo UAA 869 teve início em Tóquio e faria escalas em Banguecoque, Bombaim e Manama até alcançar o destino final, Cairo. Ao decolar, o de Havilland Comet IV transportava 8 tripulantes e 55 passageiros. Após realizar a primeira escala em Banguecoque, o Comet voaria para a Bombaim, onde deveria pousar por volta das 20:30 min (GMT).  O UAA 869 confirmou voar sobre a área de aproximação do Aeroporto Santa Cruz por volta das 20h16 min. Voando a 7 mil pés, foi autorizado pela torre de controle a baixar para 4 mil pés. Utilizando o ILS, o UAA 869 solicitou pousar na pista 09 porém esse procedimento não estaria disponível obrigando a aeronave a retomar o procedimento de pouso na pista 09 através do sistema VOR. Durante manobra para realizar o alinhamento com a pista , o Comet acabaria encontrando mau tempo e sofreria forte turbulência, levando a aeronave a realizar uma curva fechada para a esquerda. Sem controle, a aeronave cairia no mar por volta das 20h20m, a cerca de 10 km a oeste-noroeste do aeroporto.
Imediatamente seriam acionados os serviços de emergência e navios da marinha de guerra da Índia, porém não seriam encontrados destroços e ou corpos. Entre os mortos estavam 26 membros dos Escoteiros da Filipinas, que viajavam para participar do 11º World Scout Jamboree realizado na Grécia. Posteriormente, seria erguido um memorial para os escoteiros em Quezon City. Durante o acampamento, as bandeiras permaneceram em meio mastro em homenagem ás vitimas.

## Consequências
Por conta dos acidentes, a UAA deixaria de voar regularmente para o extremo oriente por falta de frota. Durante muitos anos, sua linha aérea regular chegaria apenas a Bombaim, voando ocasionalmente para Tóquio. Nos anos 1970, os voos para Hong Kong, Banguecoque e Tóquio seram retomados através da aquisição de novos jatos Boeing 707.